# Tony Zind
Tony Zind (Lyon 3e, 26 juillet 1894 - Jujurieux, 22 juillet 1965) est un pilote motocycliste français, notamment double vainqueur des deux premières éditions du Bol d'or, en 1922 et 1923 à Vaujours puis au circuit de Saint-Germain, sur Motosacoche 500 cm3. 
Sa carrière en compétition sur deux roues s'étale de 1919 (3e du GP de Lyon sur Ultima 350 cm3), à 1928.
En 1921, il est deuxième du GP de Lyon en 350 cm3. En 1922 il est 3e du GP de l'U.M.F. en 500 cm3. En 1926, il est encore 2e du GP de l'U.M.F. en 350 cm3 sur Magnat-Debon, puis 1928 3e du GP de Lyon sur Ravat en 250 cm3.